# Hrast kitnjak
Hrast kitnjak (Quercus petraea) je bjelogorično drvo iz roda hrastova, porodice Fagaceae. Narodni nazivi za hrast kitnjak su: brdnjak, gorun, beljik, črepinjak, graden, ljutik.

## Rasprostranjenost
Raste na brežuljkastim i brdskim položajima, Srednje i Južne Europe, te Zapadne Azije. U Hrvatskoj je autohtona vrsta drveća.

## Izgled
Naraste do 40 m u visinu. Debljina debla može biti i 1-3 m prsnog promjera. Kora debla, mnogo je tanja i pliće ispucala nego kod hrasta lužnjaka. Pupovi su smeđi, goli, čunjasto–ušiljeni. Izbojci su goli. Lišće je 8-12 cm dugo, obrnuto jajoliko, podjednakih lapova (5-7 pari), s donje strane slabije dlakavo uz srednju žilu. Peteljka je 1-3 cm duga. Plod je žir, kraći i deblji od žira, hrasta lužnjaka, jednolično svjetlo-žućkaste boje. Ima manje raskošnu krošnju nego hrast lužnjak. Ženski cvatovi kod hrasta lužnjaka imaju kratku stapku, dok kod hrasta kitnjaka nemaju stapku, već su sjedeći. Cvate u travnju i svibnju, žirevi se drže 2-5 zajedno. 

## Ekološka svojstva
Ne pojavljuje se na vlažnim tlima, slabo na vapnenastoj podlozi, voli kiselo tlo. Njegove šume su u velikoj mjeri iskrčene za potrebe poljoprivrede. Voli svjetlost, na sjenu je manje osjetljiv od hrasta lužnjaka. Otporan je na prašinu i otrovne plinove. Njegovo drvo je vrlo visoke kvalitete. Uzgaja se u šumama do dobi od 120 godina. To mu je optimalna zrelost. Fiziološka zrelost je i do 1000 godina. 